# Dècada del 640

## Esdeveniments
- Els àrabs conquereixen Alexandria i Persèpolis
- Continua la crisi del monofisisme

## Personatges destacats
- Constant II
- Papa Teodor I
- Khindasvint
- Màxim Confessor
- Omar
- Heracli
- Isdigerdes III